# Иямбо, Никкей
Никкей Иямбо (англ. Nickey Iyambo; 20 мая 1936, Онайена, Юго-Западная Африка — 19 мая 2019, Виндхук) — намибийским политический и государственный деятель, первый вице-президент Намибии (21 марта 2015 — 8 февраля 2018). Член СВАПО (с 1960).

## Биография
Образование получил в финской миссионерской школе. С 1962 по 1963 год был первым чернокожим почтмейстером Намибии. В 1964 году — один из первых членов СВАПО, бежавших от преследований властей в изгнание. В конце 1965 года посетился в Финляндии, где окончил медицинский факультет Хельсинкского университета, там же изучал политологию.
Представлял СВАПО в Финляндии. и скандинавских странах.
После обретения независимости Намибии был одним из первых руководителей СВАПО, которые вернулись на родину, чтобы подготовить страну к выборам. Занимал ряд ответственных государственных постов.
В марте 1990 года стал министром здравоохранения и социальных служб (до 1996), работал министром регионального и местного самоуправления и жилищного строительства с 1996 по 2002 год, министром горнорудной промышленности и энергетики с 2002 по 2005 год, министром сельского, водного и лесного хозяйства с 2005 по 2008 год. Занимал пост министра безопасности и охраны окружающей среды. С апреля 2008 года руководил Службой безопасности Намибии. После двух лет на этом посту был назначен министром по делам ветеранов (2010—2015). Старейший член парламента страны по состоянию на 2014 год.
С 2015 года в Намибии был введён пост вице-президента страны. 21 марта 2015 года стал первым вице-президентом Намибии. В результате болезни Никкей Иямбо в 2018 году оставил этот пост.
Ранним утром 19 мая 2019 года президент Намибии Хаге Гейнгоб объявил о кончине Иямбо, который скончался в своей резиденции в Виндхуке после продолжительной болезни за день до своего 83-летия. В знак признания его должности и достижений Иямбо были организованы государственные похороны в Намибии.